# Orsolya Nagy
Orsolya Nagy (Budapest, 17 novembre 1977) è una schermitrice ungherese, vincitrice di una medaglia di bronzo ai campionati mondiali di scherma.

## Palmarès
- Mondiali di scherma

Lisbona 2002: argento nella sciabola a squadre.
Lipsia 2005: bronzo nella sciabola a squadre.
Antalia 2009: bronzo nella sciabola individuale.
- Europei di scherma

Coblenza 2001: bronzo nella sciabola individuale.
Mosca 2002: argento nella sciabola a squadre e bronzo individuale.
Gand 2007: bronzo nella sciabola individuale.